# Distretto di North Down
Il distretto di North Down era una delle suddivisioni amministrative dell'Irlanda del Nord, nel Regno Unito. Fu creato nel 1973. Apparteneva alla contea storica del Down.
A partire dal 1º aprile 2015 il distretto di North Down è stato unito a quello di Ards per costituire il distretto di Ards e North Down.